# 루크 벤워드
루크 벤워드(Luke Benward, 1995년 5월 12일 ~ )는 미국의 배우 및 가수이다.

## 출연 작품

### 영화
- 위 워 솔저스
- 필드 오브 로스트 슈즈 - 존 와이즈 역
- 메저 오브 어 맨
- 라이프 오브 더 파티
- 덤플링
- 스케이트 갓
- 그랜드 아일 - 버디 역

### 드라마
- 클라우드 9 (Disney Channel) - 윌리엄 역